# Симплон (станция метро)
Симплон (фр. Simplon) — станция линии 4 Парижского метрополитена, расположенная в XVIII округе Парижа. Названа по одноимённой улице (фр. Rue du Simplon), получившей своё название в честь Симплонского перевала.

## История
- Станция открылась 21 апреля (по другим данным — 14 мая) 1908 года в составе пускового участка линии 4 Шатле — Порт де Клиньянкур.
- В ночь с 20 на 21 апреля 1944 года, во время бомбардировки Парижа немецкой авиацией, одна из бомб пробила свод станции. Также во время этой же бомбардировки пострадало расположенное неподалёку локомотивное депо Ля-Шапель[2].
- 6 августа 2005 года на станции загорелся поезд серии MP 59, следовавший в направлении станции «Порт-д’Орлеан». В результате пожара станция выгорела и была закрыта для проведения реновации, завершившейся в феврале 2006 года. Также в связи с пожаром было нарушено движение поездов на соседней линии 12, пересадка на которую осуществляется на соседней с Симплоном станцией Маркаде — Пуассонье.
- С 22 октября 2018 по 3 февраля 2019 года станция была закрыта для проведения работ по реновации в рамках подготовки к автоматизации линии 4.
- Пассажиропоток по станции по входу в 2011 году, по данным RATP, составил 3 037 488 человек[3]. В 2013 году этот показатель снизился до 2 994 773 пассажиров[4], а в 2017 году, наоборот, вырос до 3 083 837 пассажиров (174 место по уровню входного пассажиропотока в Парижском метро)[5].

## Конструкция и оформление
Станция построена по типовому парижскому проекту 1900—1952 годов (односводчатая, мелкого заложения, с боковыми платформами). Стены и потолок свода выложены белой глазурованной плиткой.